# جيف سليد
جيف سليد (بالإنجليزية: Jeff Slade)‏ مواليد 1 مارس 1941 في شيكاغو هايتس - الوفاة 11 فبراير 2012، كان لاعب كرة سلة أمريكي. تم اختياره من قبل فريق واشنطن ويزاردز خلال الدرافت. حمل الرقم 34. بلغ طوله 6 قدم 6 بوصة (2.0 م).

## روابط خارجية
- جيف سليد على موقع إن بي أي (الإنجليزية)
- جيف سليد على موقع سبورتس رفرنس (الإنجليزية)
- جيف سليد على موقع ريلجم (الإنجليزية)
- جيف سليد على موقع بروبوليرز (الإنجليزية)